# 米哈伊尔·瓦西里耶维奇·斯科平-叔伊斯基
米哈伊尔·瓦西里耶维奇·斯科平-叔伊斯基（俄语： Михаил Васильевич Скопин-Шуйский,1586年11月18日—1610年5月3日）是俄罗斯混乱时期的一位俄罗斯沙皇國政治人物和军事人物。他也是叔伊斯基家族成員。